# Nienhagen (Holtemme)
Nienhagen is een plaats en voormalige gemeente in de Duitse deelstaat Saksen-Anhalt, gelegen in de Landkreis Harz. De plaats telt 449 inwoners.